# Lemoiz
Lemoiz és un municipi de la província de Biscaia, País Basc, pertanyent a la comarca d'Uribe. Limita al nord amb el mar Cantàbric; a l'oest amb Gorliz i Plentzia, al sud amb Gatika, al sud-est amb Jatabe i al nord-est amb Bakio.
Durant la dècada de 1970 es va fer famós per la seva elecció per a la instal·lació d'una central nuclear que no es va arribar a finalitzar. Aquesta central nuclear va causar un greu conflicte polític-social, especialment per la intervenció del terrorisme d'ETA.

## Topònim
Lemoiz pertany a la sèrie de topònims bascos que tenen una terminació en -iz. Julio Caro Baroja defensava que la major part d'aquests topònims provenien d'un nom propi unit al sufix llatí -icus declinat. En la zona basconavarresa Caro Baroja considerava que els sufixos -oz, -ez i -iz aplicats a la toponímia indicaven que en l'antiguitat el lloc havia estat propietat de la persona el nom de la qual apareixia unit al sufix, podent-se remuntar el seu origen des de l'Edat Mitjana fins a l'època de l'Imperi Romà. En el cas de Lemoiz, Caro Baroja va proposar que aquest nom podria ser Lemonius, un nom llatí documentat. Així si al nom Lemonius si se li afegix el sufix llatí -icus que indica el que és pertanyent a aquest, s'obté Lemonicus. Lemonicus podria ser també un fill de Lemonius. El propi de Lemonicus i dels seus descendents seria Lemonici (genitiu de singular i nominatiu de plural). D'aquest Lemonici s'hauria pogut derivar el topònim Lemoiz. Aquest mateix nom s'amagaria també en el topònim d'altra localitat biscaina, Lemoa.
D'una evolució similar d'aquest sufix llatí -icus s'haurien donat origen als patronímics utilitzats en els idiomes llatins de la península Ibèrica. Lemóniz va quedar fixat com a forma escrita del nom. No obstant això en euskera el nom va seguir evolucionant oralment i va donar lloc a Lemoiz al perdre's la n intervocálica, un fenomen comú de l'euskera en els últims segles. L'actual nom de la localitat en euskera: Lemoiz és fruit d'aquesta evolució. En 1991 l'ajuntament va decidir oficialitzar la forma basca del nom i des de llavors és oficial Lemoiz.

## Població i societat
L'alcalde del municipi és Pedro Jesús Botejara Unda del PNB. A les eleccions al Parlament Basc de 2005, la candidatura més votada va ser la coalició nacionalista PNB-EA amb el 72,1% dels vots, seguit d'EHAK que va obtenir el 15,5%.